# Coniopteryx aegyptiaca
Coniopteryx aegyptiaca là một loài côn trùng trong họ Coniopterygidae thuộc bộ Neuroptera. Loài này được Withycombe miêu tả năm 1924.